# Semapa
Semapa - Sociedade de Investimento e Gestão (deutsch: Investment- & Management-Gesellschaft) ist ein portugiesischer Mischkonzern und Holdinggesellschaft mit Beteiligungen in den Bereichen Zement, Papier und Zellstoff und ist ebenso in Umweltdienstleistungen tätig.

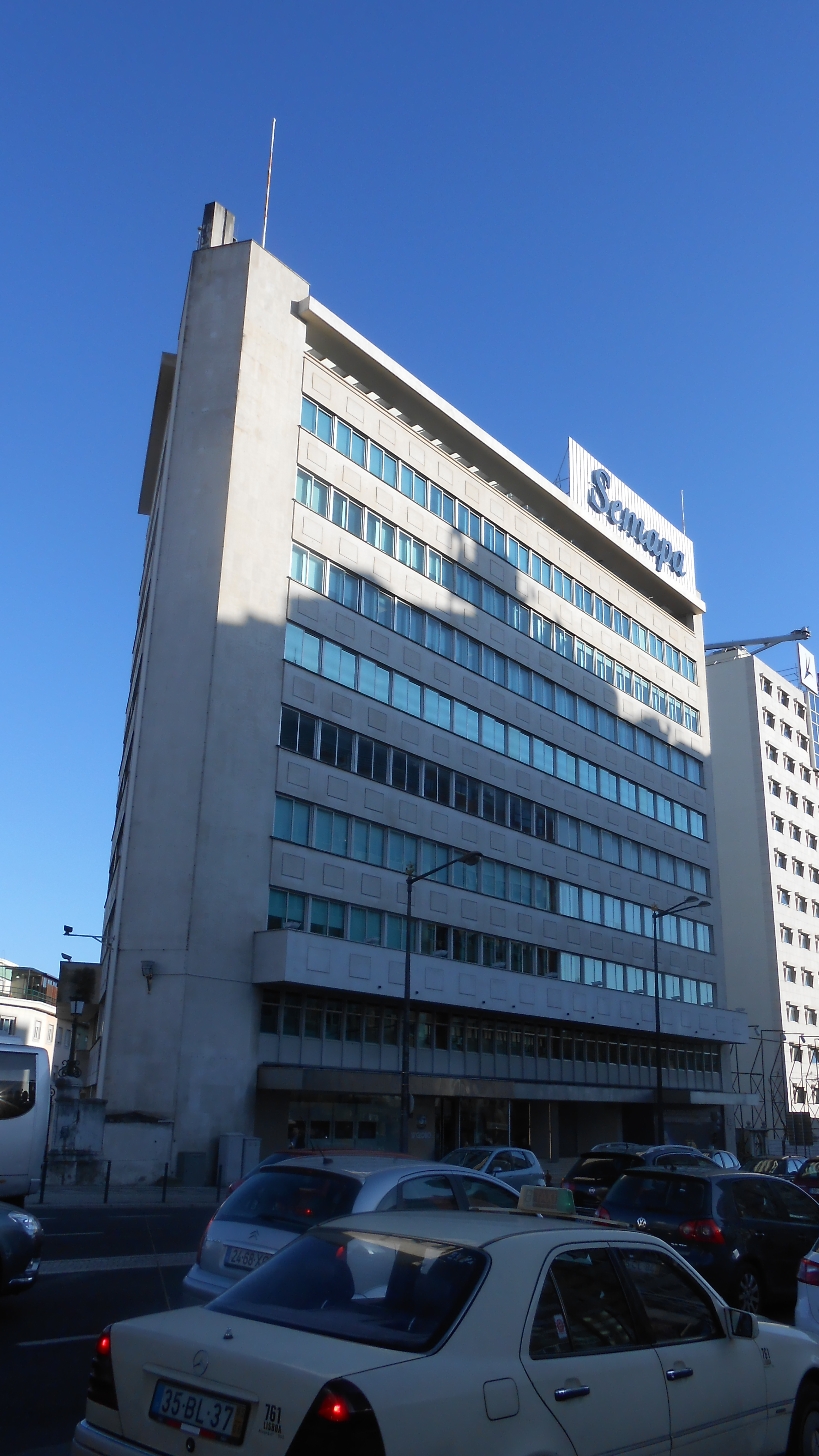
Das Verwaltungsgebäude der Semapa in der Avenida Fontes Pereira de Melo in Lissabon

Das Unternehmen besitzt 75,43 % der Portucel Soporcel, Europas größter Produzent von gebleichtem Eukalyptus-Zellstoff-Kraftpapier (BEKP). Es hält auch 51 % an der Secil Group (Secil – Companhia Geral de Cal e Cimento, S.A), einem Hersteller von Zement und seiner Derivate, sowie besitzt 100 % an der ETSA (Empresa Transformadora de Subprodutos Animais S.A.), einer Firma für Abfallwirtschaftskonzepte, beteiligt an Sammlung, Lagerung und Behandlung von tierischen Nebenprodukten.
Das Unternehmen ist an der Lissaboner Euronext notiert und ist Bestandteil des PSI 20-Index.

## Eigentümerstrukturen
Die Aktien der Semapa haben am Portuguese Stock Index 20 eine Gewichtung von 0,11 %
| Anteil  | Anteilseigner                               |
| ------- | ------------------------------------------- |
| 19,94 % | Credit Suisse                               |
| 17,55 % | Longapar                                    |
| 15,92 % | Sodim                                       |
| 11,92 % | Cimo - Gestão de Participações              |
| 10,15 % | Banco Português de Investimento             |
| 8,20 %  | Bestinver Gestion                           |
| 5,23 %  | ESFG                                        |
| 2,31 %  | Seminv - Investimentos                      |
| 2,14 %  | Axa Rosenberg Group                         |
| 1,38 %  | Sonaca - Sociedade Nacional de Canalizações |
| 0,19 %  | Morgan Stanley                              |
| 5,70 %  | Streubesitz                                 |